# Chicago V
| 전문가 평가   | 전문가 평가 |
| 평가 점수     | 평가 점수   |
| 출처          | 점수        |
| ------------- | ----------- |
| AllMusic      | [ 1 ]       |
| Rolling Stone | (not rated) |

《Chicago V》는 미국의 록 밴드 시카고의 네 번째 스튜디오 음반이다. 이 음반은 1972년 7월 10일, 컬럼비아 레코드에 의해 발매되었다. 그것은 3개의 연속적인 더블 음반과 4개의 디스크 박스 세트를 발매한 후, 그 그룹의 첫 번째 싱글 음반 발매로 유명하다.

## 배경
1971년 《Chicago III》가 발매된 후, 그 그룹은 하나의 음반에 더 간결한 트랙을 선호하기 위해 많은 노래들을 확장된 스위트룸으로 편곡한 더블 음반을 제작하는 것에서 변화했다. 그것은 종종 그들의 첫 번째 음반인 《Chicago Transit Authority》와 비슷한 사운드를 가지고 있기 때문에 그 그룹의 기본으로의 복귀로 여겨진다. 《Chicago V》는 또한 로버트 램의 다작곡으로도 유명하다. 9곡 중 7곡이 그가 단독으로 작곡했다. 테리 캐스는 그의 어쿠스틱 기타 능력을 보여준 음반의 마지막 곡 〈Alma Mater〉를 작곡하고 불렀다. 〈A Hit by Varèse〉는 프랑스계 미국인 작곡가 에드가르 바레즈에게 바치는 곡이다. 이것은 그가 밴드에 있는 동안 피터 시테라의 어떤 작곡도 하지 않은 마지막 음반이 될 것이다.
1971년 말 《Chicago at Carnegie Hall》이 발매되기 직전에 녹음된 《Chicago V》는 일주일이 조금 넘도록 컷오프되었고 다음 여름까지 발매가 보류되었다. 음반 직전에 발매된 싱글 〈Saturday in the Park〉은 미국에서 3위에 오르며 그 시점까지 그 밴드의 가장 큰 히트곡이었다. 《Chicago V》는 비평가들의 호평을 받았고 미국에서 차트 1위를 차지하며 9주를 보내며 시카고의 첫 번째 1위 음반이 되었다. 영국에서 발매는 간신히 24위에 도달했다. 후속 싱글 〈Dialogue (Part I & II)〉 또한 미국에서 24위로 정점을 찍으며 히트를 쳤다.
이 음반은 스테레오와 쿼드러포닉으로 혼합되어 발매되었다. 2002년, 《Chicago V》는 3개의 보너스 트랙으로 라이노 레코드에 의해 리마스터되고 재발매되었는데, 이 곡은 카네기 홀에서 데뷔한 램의 "리처드와 그의 친구들을 위한 노래"의 리허설, 캐스의 "미시시피 델타 시티 블루스"의 초기 리허설 (나중에 《Chicago XI》에서 재녹음되어 발매됨), 그리고 〈Dialogue〉의 단일 편집본이다.

## 곡 목록
| #  | 제목                     | 작사·작곡     | 리드 보컬         | 재생 시간 |
| -- | ------------------------ | ------------- | ----------------- | --------- |
| 1. | 〈A Hit by Varèse〉      | 로버트 램     | 램                | 4:56      |
| 2. | 〈All Is Well〉          | 램            | 램                | 3:52      |
| 3. | 〈Now That You've Gone〉 | 제임스 판코우 | 테리 캐스         | 5:01      |
| 4. | 〈Dialogue (Part I)〉    | 램            | 캐스, 피터 세테라 | 2:57      |
| 5. | 〈Dialogue (Part II)〉   | 램            | 캐스, 세테라      | 4:13      |

| #  | 제목                      | 작사·작곡 | 리드 보컬  | 재생 시간 |
| -- | ------------------------- | --------- | ---------- | --------- |
| 1. | 〈While the City Sleeps〉 | 램        | 램         | 3:53      |
| 2. | 〈Saturday in the Park〉  | 램        | 램, 세테라 | 3:56      |
| 3. | 〈State of the Union〉    | 램        | 세테라     | 6:12      |
| 4. | 〈Goodbye〉               | 램        | 세테라     | 6:02      |
| 5. | 〈Alma Mater〉            | 캐스      | 캐스       | 3:56      |

## 인증
| 국가                       | 인증        | 판매량/출하량 |
| -------------------------- | ----------- | ------------- |
| 캐나다 (뮤직 캐나다)       | 플래티넘    | 100,000^      |
| 미국 (RIAA)                | 2× 플래티넘 | 2,000,000^    |
| ^출하량을 기반으로 한 인증 |             |               |